# طلال دويكات
طلال عثمان جبر دويكات (وُلد في 1 مايو 1962 في عسكر) سياسي فلسطيني وأحد أعضاء حركة فتح. عُين محافظًا لمحافظة طولكرم في 1 سبتمبر 2006. وفي 4 مايو 2012، مُنح رتبة لواء، وعُين محافظًا لمحافظة جنين. وفي 31 مايو 2014، عُين محافظًا في ديوان الرئاسة الفلسطينية.
في 4 ديسمبر 2016 فازَ بانتخابات المجلس الثوري لحركة فتح والتي عُقدت أثناء المؤتمر السابع للحركة وصار عضوًا فيه.
عُين في 6 يناير 2021، مفوضًا عامًا لهيئة التوجيه السياسي والوطني وناطقًا باسم الأجهزة الأمنية الفلسطينية. واستمر في المنصب حتى أبريل 2025.